# Jan Macvarish
Jan Macvarish ist eine britische Soziologin. Sie arbeitet als Research Fellow am Centre for Parenting Culture Studies an der University of Kent und ist eine Pionierin auf dem jungen Forschungsgebiet der Kultur der Elternschaft (engl. parenting culture studies). Ihre Forschungsinteressen als Soziologin liegen auf den Gebieten der zwischenmenschlichen Beziehungen, der Elternschaft, des Familienlebens, der Sexualität und der Intimität.

## Leben und Forschungstätigkeit
Macvarish hat an der Keele University Soziologie, Sozialanthropologie und Geschichte studiert und ging 2001 an die University of Kent, um dort zu promovieren. Ihre 2007 fertiggestellte Doktorarbeit The New Single Woman: Contextualising Individual Choice hatte die soziale Konstruktion weiblichen Singletums zum Gegenstand und beschrieb einen Wandel der Ikonografie alleinstehender Frauen weg vom Typus unausgefüllter, unfreiwillig einsamer Frauen hin zu einem neuen Typus von Frauen, die aus bewusster Entscheidung ohne Partner bleiben.
Anschließend hat sie über Mutterschaft Minderjähriger und über staatliche Regulierung von Kinderwunschbehandlungen geforscht. Gegenwärtig (2015) forscht sie zu Einflüssen der Neurowissenschaft auf Elternschaft und Familienleben.
Über Fachkreise hinaus wurde Macvarish beachtet, als sie 2010 argumentierte, viele elterliche Präferenzen für bestimmte Erziehungspraktiken und Erziehungslehren – besonders das Attachment Parenting – werden nicht auf die Bedürfnisse des Kindes hin orientiert, sondern primär auf das Selbstbild der Eltern, wobei es auch zu einer „elterlichen Stammesbildung“ (parental tribalism) komme, bei der Eltern sich in Lagern gruppieren, die einander feindlich gegenüberstehen und einander danach beurteilen, ob sie stillen oder welche Form von Windeln sie verwenden.

## Veröffentlichungen (Auswahl)
Buch
- mit Ellie Lee, Jennie Bristow und Charlotte Faircloth: Parenting Culture Studies, New York, Palgrave Macmillan, 2014, ISBN 978-1137304636

Aufsätze
- What is 'the Problem' of Singleness?, Sociological Research Online, Volume 11, Issue 3, 2006
- mit J. R. Billings: Challenging the anti-social, amoral and irrational construction of the teenage mother. In: S. Duncan, R. Edwards, C. Alexander (Hrsg.): Teenage Parenthood: What’s the Problem? Tufnell Press, 2010, S. 47–69.
- The effect of ‘risk-thinking’ on the contemporary construction of teenage motherhood, Health, Risk & Society, Band 12, Heft 4, 2010, S. 313–322.
- Understanding the Significance of the Teenage Mother in Contemporary Parenting Culture, 2010
- Biologising parenting: Neuroscience discourse and parenting culture, 2013
- mit Ellie Lee und Pam Lowe: The Uses and Abuses of Biology: Neuroscience, Parenting and Family Policy in Britain A 'Key Findings' Report, 2014